# Uniforme de la selección de fútbol de Irlanda del Norte
Irlanda continuó jugando en su tradicional azul y blanco hasta 1931, cambiando a tops verdes (que normalmente usaban los aficionados) o blancos al jugar contra Escocia. También se usaron en Francia en febrero de 1928. Los jugadores llevaban medias de sus respectivos clubes. Continuaron siendo los más débiles de las cuatro naciones de origen, y no lograron repetir el logro de su único campeonato en 1914.
El Uniforme tradicional del equipo de fútbol de Irlanda del Norte: una camiseta verde, shorts blancos y calcetas verdes. El uniforme de cambio suele ser lo contrario de esto, con una camiseta blanca, shorts verdes y calcetas blancas. Aunque, últimamente se ha incorporado el azul en las equipaciones de local y visitante.

## Proveedor
| Proveedor          | Periodo   |
| ------------------ | --------- |
| Umbro              | 1975–1977 |
| Adidas             | 1977–1990 |
| Umbro              | 1990–1994 |
| Asics              | 1994–1998 |
| Olympic Sportswear | 1998–1999 |
| Patrick            | 1999–2004 |
| Umbro              | 2004–2012 |
| Adidas             | 2012–     |

## Local
| 1922-1930                                                                  | 1931-1946     | 1946-1952 | 1953–1954 | 1954-1957 |
| 1957-1965                                                                  | 1965-1974     | 1974-1976 | 1976–1977 | 1977      |
| Archivo:Kit left arm nir82h.png Archivo:Kit right arm nir82h.png 1977-1982 | 1983-1986     | 1986–1990 | 1996-98   | 2010-12   |
| 2014-2015                                                                  | 2015–2016     | 2016–2018 | 2018-2020 | 2020-2022 |
| 2022-2024                                                                  | 2024-presente |           |           |           |

## Visitante
| 1922-1930 | 1958          | 1982      | 1986      | 1996-98   |
| 2014-2015 | 2015          | 2016-2018 | 2018-2020 | 2020-2022 |
| 2022-2024 | 2024-presente |           |           |           |

## Alternativo
| 1922-1931 | 2016-18 |  |